# 랑야방
《랑야방》(중국어 간체자: 琅琊榜, 정체자: 瑯琊榜, 병음: Láng yá bǎng 랑야방[*], 영어: Nirvana in Fire 너바나 인 파이어[*])은 중국의 텔레비전 드라마. 중화TV에서 《랑야방: 권력의 기록》의 제목으로 방송된다.

## 등장 인물
- 후거(胡歌, 소년 : 장저한(张哲瀚)):매장소(梅長蘇)/소철(蘇哲)/임수(林殊) 역
- 왕카이(王凯) : 소경염(蕭景琰) 역
- 황웨이더(黄维德) : 소경환(蕭景桓) 역
- 류타오(刘涛, 소년 : 판샤오양(潘小样)) : 목예황(穆霓凰) 역

| - 진룡(陈龙) : 몽지(蒙摯) 역 - 가오신(高鑫) : 소경선(蕭景宣) 역 - 정호풍(程皓枫) : 소경예(蕭景睿) 역 - 장염염(张棪琰) : 리양 장공주(蒞陽長公主) 역 - 정욕대(丁勇岱) : 양제 소선(梁帝蕭選) 역 - 정육지(郑毓芝) : 태황 태후(太皇太后) 역 - 방효이(方晓莉) : 황후 언씨(皇后言氏) 역 - 양우정(杨雨婷) : 월귀비(越貴妃) 역 | - 류민타오(刘敏涛) : 정빈(靜嬪) 역 - 장영심(张龄心) : 하동(夏冬) 역 - 유혁군(刘奕君) : 사옥(謝玉) 역 - 근동(靳东) : 린신(藺晨) 역 - 우레이(吴磊) : 비류(飛流) 역 - 저우치치 : 궁우(宮羽) 역 - 왕구(王鸥) : 진반약(秦般弱) 역 - 계신(季晨) : 소경우(蕭景禹) 역 - 노삼(卢杉) : 류씨(柳氏) 역 | - 장임연(蒋林燕) : 예왕비(譽王妃) 역 - 장거명(张巨明) : 소정생(蕭庭生) 역 - 곽효연(郭晓然) : 언예진(言豫津) 역 - 왕경송(王劲松) : 언궐(言闕) 역 - 담희화(谭希和) : 고담(高湛) 역 - 진여나(陈丽娜) : 혜비(惠妃) 역 - 녕문동(宁文彤) : 기왕(紀王) 역 - 구효연(仇晓燕) : 기왕비(紀王妃) 역 - 이빈(李斌) : 소경정(蕭景亭) 역 - 왕광(王光) : 회왕(淮王) 역 - 왕함(王涵) : 원덕비(袁德妃) 역 - 전유유(钱宥宥) : 허숙비(許淑妃) 역 |